# 南武沿線道路

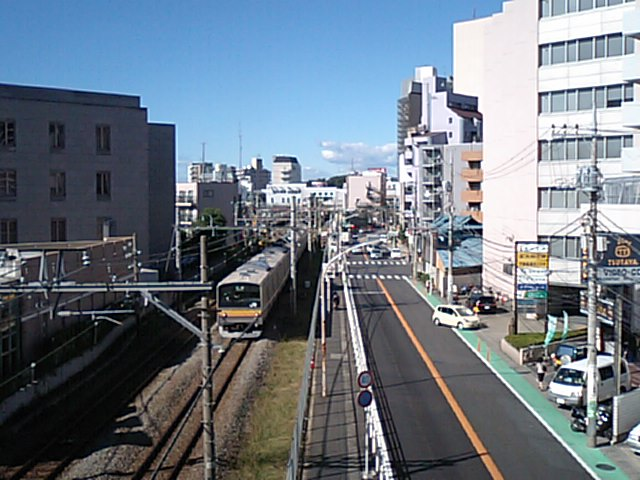
武蔵溝ノ口駅付近。右側が南武沿線道路、左側が南武線。中央の白い建物が武蔵溝ノ口駅。

南武沿線道路（なんぶえんせんどうろ）は川崎市幸区と多摩区を結ぶ道路の通称。全線が川崎市道である。

## 概要

### 概説
府中街道や尻手黒川道路とともに、市内を縦貫する主な幹線道路のひとつに位置付けられている。名前の通り全線がJR南武線に沿っており、武蔵小杉駅から久地駅の間は線路とほぼ接した形になっている。
一般市道ながら道路交通センサスの調査対象路線となっており、平成22年センサスでは、24時間交通量は中原区今井上町で17821台であった。
川崎市ウェブサイトの「商業地図データベース」においては、市内の主な道路としてロードサイド店舗の調査対象路線のひとつとなっている。

### 認定路線名（川崎市道）
- 川崎駅丸子線、中原3号線、中原4号線、高津4号線、小杉菅線（Ⅲ）、小杉菅線

### 都市計画道路名
- 川崎都市計画道路3.3.8川崎駅丸子線、川崎都市計画道路3.5.6小杉菅線

## 通過市町村
- 川崎市
  - 幸区 - 中原区 - 高津区 - 多摩区

## 交差・接続する主要道路
- 国道409号（府中街道）「下平間交番交差点」
- 東京都道・神奈川県道111号大田神奈川線「上平間交差点」
- 東京都道・神奈川県道2号東京丸子横浜線（立体交差・接続なし）
- 国道409号「小杉御殿町交差点」
- 神奈川県道45号丸子中山茅ヶ崎線「上小田中交差点」
- 宮内新横浜線「又玄寺交差点」
- 川崎市道二子千年線「第三京浜道路入口交差点」
- 第三京浜道路（立体交差・接続なし）
- 東急田園都市線 溝の口駅（立体交差）
- 神奈川県道14号鶴見溝ノ口線「栄橋交差点」
- 国道246号（津田山陸橋）（立体交差・接続なし）
- 神奈川県道・東京都道9号川崎府中線「久地駅前交差点」
- 東名高速道路（立体交差・接続なし）
- 川崎市道子母口宿河原線
- 川崎市主要地方道幸多摩線（多摩沿線道路）「宿河原1丁目交差点」